# RASD2
RASD2‏ (RASD family member 2) هوَ بروتين يُشَفر بواسطة جين RASD2 في الإنسان.